# Palazzo Vulpano-Sylos

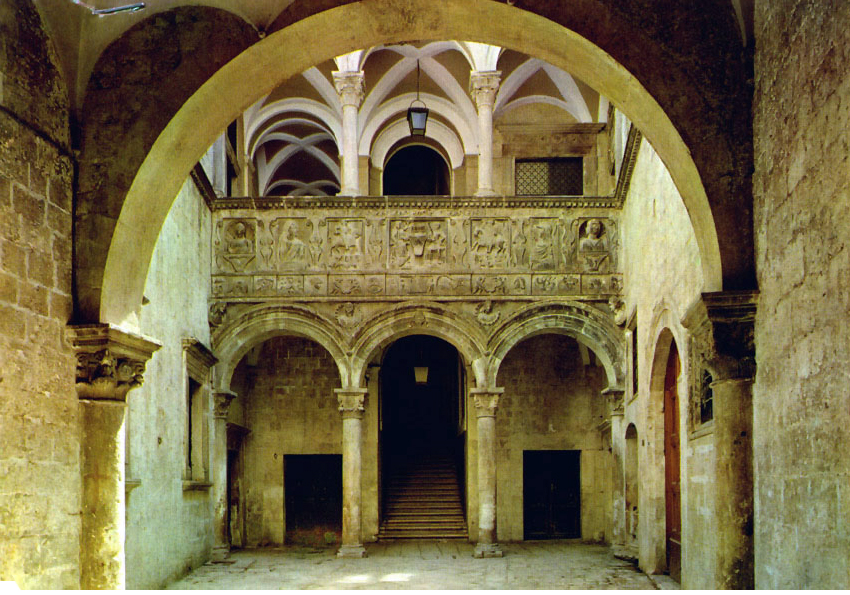
Particolare del loggiato del Palazzo Sylos-Vulpano

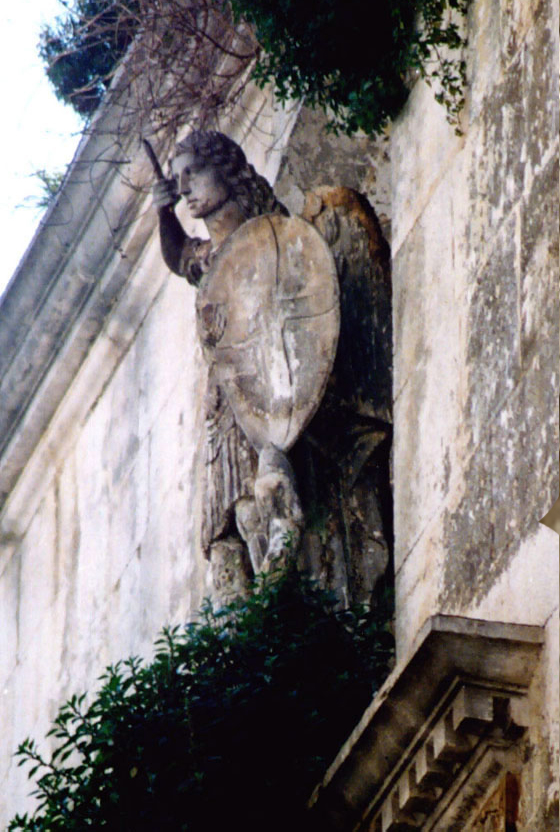
Statua di San Michele Arcangelo, protettore della famiglia Vulpano sulla finestra centrale del palazzo

Il palazzo Sylos-Vulpano o meglio Palazzo Vulpano – Sylos Labini è una residenza nobiliare del XV secolo. È sito in Via Planelli 51 a  Bitonto in provincia di Bari. Oggi monumento nazionale è noto soprattutto per le decorazioni del cortile.

## Storia
La costruzione del palazzo ebbe inizio nel 1445 per volere di Giovanni Vulpano, riutilizzando una precedente torre medioevale, i cui resti sono stati recentemente rinvenuti in corrispondenza del loggiato. La torre era stata forse costruita intorno al 1156, quando Goffredo Vulpano giunse a Bitonto per sfuggire alle devastazioni di Guglielmo il Malo. Secondo la data incisa sul portale l'opera è da ritenersi completata solo nel 1501. Fino al 1734 il palazzo fu in possesso dei Vulpano, e solo dopo l'estinzione di questa famiglia, passò ai Sylos con i quali i Vulpano erano imparentati. 

## Descrizione
Sebbene il palazzo sia stato terminato agli inizi del XVI secolo, segue lo stile rinascimentale presente a Napoli del secolo precedente, in particolare nell'impostazione del cortile. 
La facciata presenta un andamento irregolare, dovuto anche all'adattamento al pendio naturale del terreno. Il portale d'ingresso mostra invece lo stile tardo-gotico aragonese. Oltre l'androne, coperto da una volta a botte, si apre un cortile quadrangolare nel cui bassorilievo del fregio si concentrano quasi tutte le decorazioni dell'edificio: su di esso infatti, sono raffigurati diversi personaggi del casato, alcuni dei quali facilmente identificabili grazie alle epigrafi (Annibale è raffigurato insieme a Scipione e Antonio Pio con l'imperatore Nerone). Vi si trovano inoltre una scena con il mito di Orfeo e una con mostri marini.
Un'epigrafe nella loggia testimonia le relazioni commerciali intrattenute dai Vulpano con altre importanti casate italiane. Sulla volta centrale delle logge è inoltre presente uno stemma della famiglia Vulpano, cui si aggiunse più tardi quello della famiglia Sylos, quando questa divenne proprietaria del palazzo..
L'interno fu rifatto e della struttura originaria rimangono solo i piani superiori. In epoca successiva l'edificio ha subito aggiunte che hanno occupato spazi originariamente all'aperto. Disabitato dal 1979, non è in buono stato di conservazione.